# Kameškovo
Kameškovo (anche traslitterata come Kameshkovo) è una cittadina della Russia europea centrale (Oblast' di Vladimir), situata nella pianura fra i fiumi Kljaz'ma e Nerl', 41 km a nordest di Vladimir; è il capoluogo amministrativo del distretto omonimo.
La cittadina venne fondata agli inizi del XX secolo come insediamento operaio annesso ad una fabbrica tessile, vedendosi concesso lo status di città nel 1951. Ancora al giorno d'oggi, il comparto tessile è la base economica della cittadina.

## Società

### Evoluzione demografica
Fonte: mojgorod.ru
- 1959: 11.800
- 1979: 14.100
- 1989: 15.100
- 2007: 13.700